# Ревякина, Анна Николаевна
А́нна Никола́евна Ревя́кина (урождённая Дроняева, укр. Анна Миколаївна Ревякіна; род. 22 сентября 1983, Донецк, Украинская ССР) — русскоязычная поэтесса, член Союза писателей самопровозглашённой Донецкой Народной Республики и Союза писателей России. Кандидат экономических наук, доцент кафедры «Международная экономика» Донецкого национального университета. Заместитель Председателя Общественной палаты ДНР (2019).

## Биография
Анна родилась в Донецке 22 сентября 1983 года. Училась в школе № 147, Учебно-воспитательном комплексе № 1 города Донецка. В 1998 году окончила музыкальную школу № 1 имени Леонтовича, в 2000 году — технический колледж, затем — национальный университет, факультет экономики (с отличием). В 2004 году окончила факультет дополнительных профессий Донецкого университета по специальности «Журналистика», квалификация: журналист печатных СМИ. Училась в аспирантуре (2005—2009), защитила кандидатскую диссертацию. Работала старшим преподавателем, заместителем декана по воспитательной и социальной работе со студентами экономического факультета (2014—2016), с 2012 года — на должности доцента кафедры «Международная экономика» Донецкого национального университета.
Стихи сочиняла с раннего возраста. Первый поэтический сборник «Сердце» вышел в 2011 году. Публиковалась в «Литературной газете», в журналах «Юность», «Наш современник», «ЛИФФТ», «Сибирские огни», «Нижний Новгород», «Родная Кубань», «Соты», «Гостиный Дворъ»; в альманахах и сборниках «День поэзии. XXI век», «Кузнецкая крепость» и др. Она соавтор сборника поэзии «Час мужества. Гражданская поэзия Донбасса 2014—2015 годов», получившего в 2015 году специальный приз Национального конкурса «Книга года». Соавтор сборника «Я — израненная земля» под общей редакцией Захара Прилепина.
В Донецке основала литературную студию «Кофе-кошка-Мандельштам». В 2015 году — участница общественно-литературного проекта «Слово о Новороссии», также принимала участие в литературном процессе России. В 2019 году участница конференции «Сотрудничество регионов России и Донбасса. Перспективы развития».
В 2019 году в Москве вышла более полная книга Анны Ревякиной «Остров», которую составил поэт Карен Джангиров, презентация книги состоялась в ТД «Библио-Глобус».
В 2021 году на V Всероссийском национальном литературном фестивале «ЛиФФт-2021» удостоена золотой медали «Русский колокол» «за силу духа слова как символ свободы русского слова в мире». Церемония вручения награды состоялась в Госдуме.
Анна Ревякина принимала участие в политических программах «Право голоса» и «Кто против?».
В 2022 году приняла участие в патриотическом марафоне «Zа Россию» в поддержку нападения России на Украину. 1 июня 2022 года Латвия запретила Ревякиной въезд в страну из-за поддержки вторжения и оправдывания российской агрессии.
В 2022 году в издательстве «Молодая гвардия» вышла отдельным изданием поэма «Шахтёрская дочь». Вступительное слово написал Денис Пушилин и Станислав Куняев.
Семья
Замужем, имеет сына (род. 2003) и дочь (род. 2020).

## Отзывы
В аннотации к поэме «Шахтёрская дочь» отмечено следующее:

Эмоциональная сила, мастерство, искренность, точность, свежесть языка и поэтической формы «Шахтёрской дочери» позволили Евгению Евтушенко назвать Анну Ревякину великой русской поэтессой. Это произведение, которое, безусловно, останется в истории отечественной и мировой литературы.
Во вступительном слово к поэме «Шахтёрская дочь» российский поэт Станислав Куняев написал:

Читаю стихи Анны и удивляюсь, как она умудряется разглядеть в малом — великое, в подробностях жизни — целое, в обрывках чувств — неразрывную ткань мироздания.
Хочу сказать ей, что жизнь, тем более разбитую вдребезги, рифмами не склеишь и, подобно живой воде, ими не окропишь, но понимаю, что она мне не поверит, потому что рождена для того, чтобы ронять «животворящие слёзы»…

## Признание
- 2012 — лауреат премии «Творческая молодежь Донбасса» (Донецк)
- 2017 — Серебряная медаль Евразийского фестиваля «ЛиФФт—2017» (Москва)[15][16]
- 2017 — финалист литературной премии «Лицей» (Специальный приз за поэму «Шахтерская дочь»)[17]
- 2017 — Гран-при VIII международного литературного фестиваля «Чеховская осень» (Ялта)
- 2018 — лауреат Российской национальной премии «Лучшая книга и издательства — 2018» в номинации «Поэзия» (за поэму «Шахтерская дочь»)[18][19]
- 2021 — Золотая медаль литературной премии «Русский колокол» Всероссийского литературного фестиваля «ЛиФФт-2021»[20].